# Carl Johan Ericsson
Carl Johan Ericsson (i riksdagen kallad Ericsson i Arboga), född 25 januari 1868 i Björskogs församling, död 14 oktober 1940 i Arboga, var en svensk maskinarbetare, småbrukare och politiker för socialdemokraterna. Han var ledamot av andra kammaren 1915–1921.
I riksdagen skrev han tre egna motioner om inlösen av kronojord och om taxering.